# Witold Gordon
Witold Gordon (ur. 1885 w Warszawie, zm. 1968 w Sag Harbor, Long Island) – polski malarz tworzący w Stanach Zjednoczonych.
Wyjechał do Paryża, gdzie uczył się w École des Beaux-Arts. Po zakończeniu edukacji wyjechał do Nowego Jorku, w 1932 zrealizował dwa główne malowidła ścienne w Radio City Music Hall. Koordynatorem tych prac był projektant Donald Deskey. W tym samym roku otrzymał zamówienie na ilustrację książki o wyprawach Marco Polo, był też autorem plakatu na Igrzyska Olimpijskie w Lake Placid. W 1939 stworzył malowidło wielkości 6000 stóp na budynku New York World’s Fair, praca ta była wielokrotnie reprodukowana na plakatach i pocztówkach. W tym samym roku odbył podróż artystyczną po południowych stanach, owocem tej podróży było 35 gwaszy noszących wspólny tytuł „American Scene” i została wystawiona w lutym 1941 w Muzeum Sztuki Nowoczesnej. Wystawa została bardzo dobrze przyjęta, a magazyn Vogue zamieścił pozytywne recenzje. W połowie lat 40. otrzymał zamówienie z New Yorker na zaprojektowanie okładek przedstawiających dawny Nowy Jork. W 1949 ponownie podróżował po południowych stanach, gdzie tworzył kontynuację cyklu „American Scene”.